# 电子测试设备

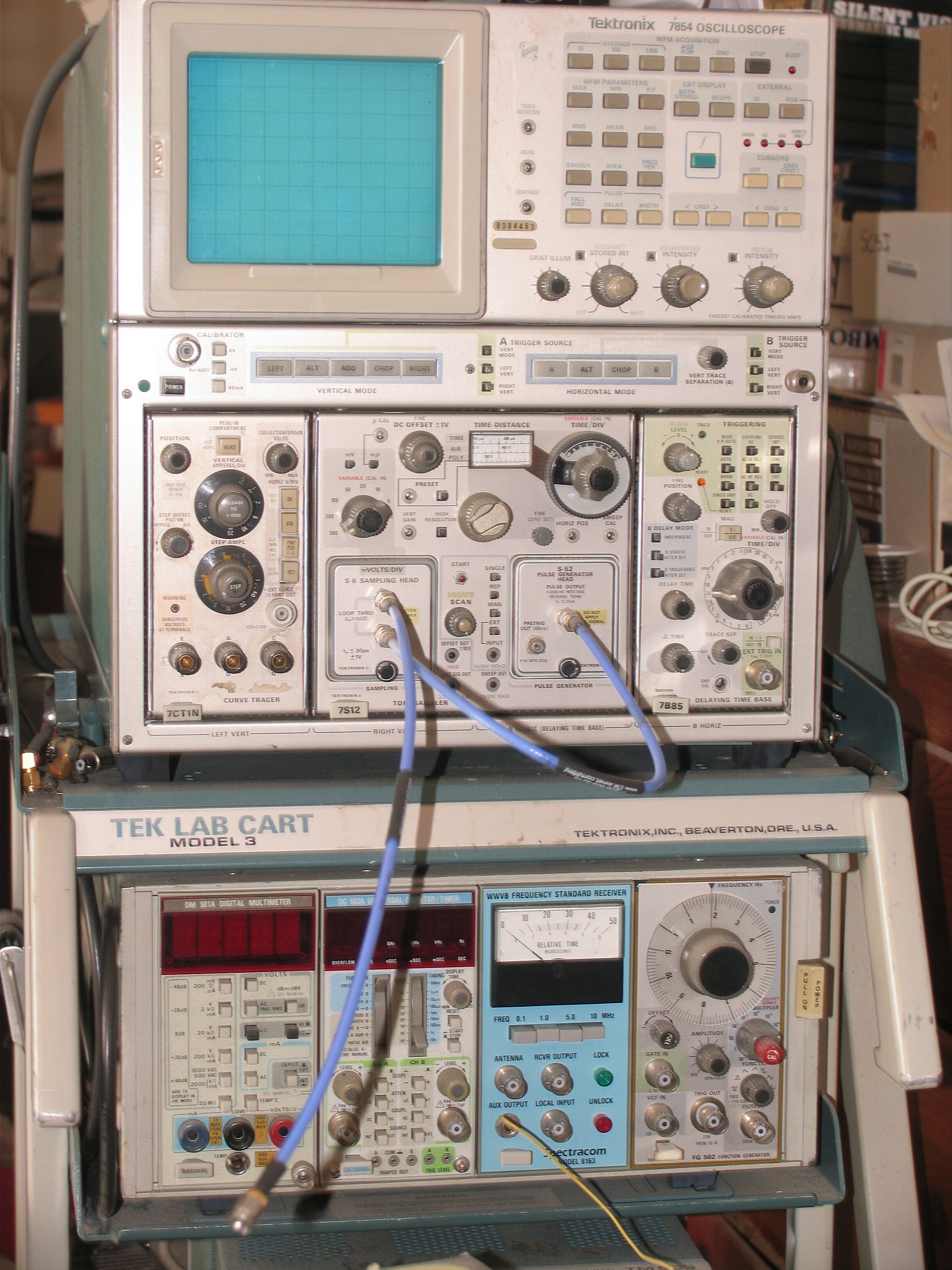
泰克 7854 示波器，有曲線描繪儀及時域反射儀選配模組。下方的模組有電表、计数器、舊的WWVB頻率標準接收器以及相位比較器、以及函数发生器

电子测试设备是用來產生訊號來測試被测器件（DUT），以及記錄被測器件的反應及相關資訊。電子測試設備可以用來證明被測器件可以正常運作，或是追蹤器件的一些問題。要開發電子系統，電子測試設備是其中重要的一環。
實務上的電子工程以及組裝需要許多不同種類的測試設備，從簡單且低價的設備（例如由燈泡及測試探棒組成的測試燈），到複雜的設備（例如自动测试设备）。 自动测试设备（ATE）中一般會包括許多實際以及模擬的設備（例如示波器、電表）。
一般來言，電路及系統開發時，不論是在產品測試階段，或是在實務應用現場針對現有機種進行排错，都需要許多的測試設備。

## 測試設備的分類

### 基本設備

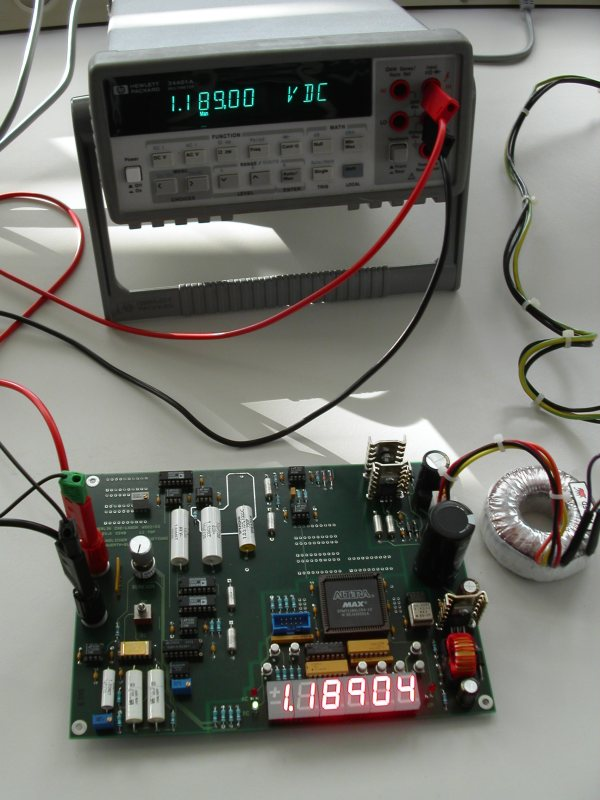
用是德科技的商用數位電壓表來測試原型系統

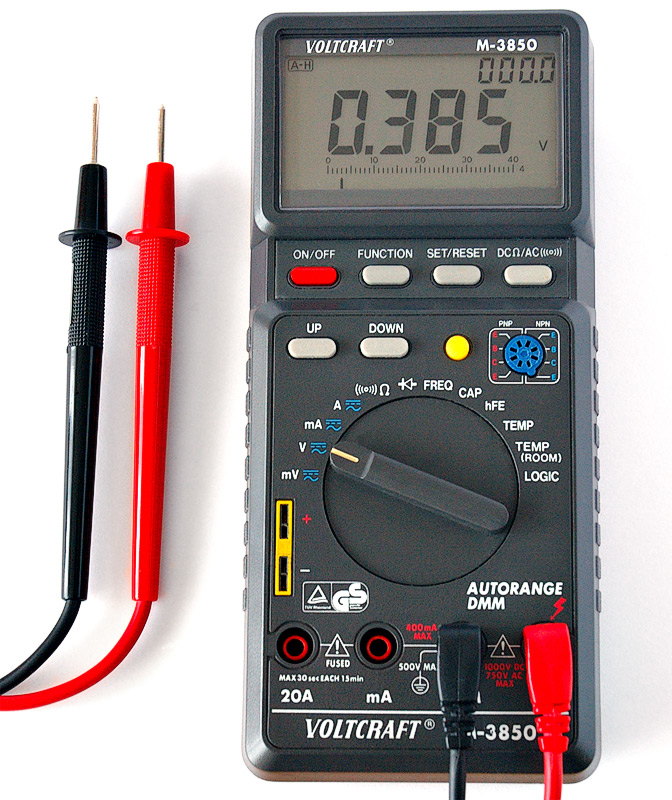
Voltcraft M-3850可攜式万用表

以下是量測電壓、電流以及檢測電流元件的基本量測設備。
- 电压表（量測電壓）
- 歐姆計（量測電阻）
- 电流表，检流计或毫安計（量測电流）
- 萬用表（量測上述的物理量）
- LCR測試儀（量測電阻、電感及電容）

以下是一些產生訊號的設備：
- 電源供應器
- 信号发生器
- 數位模式產生器（英语：Digital pattern generator）
- 脈波產生器（英语：Pulse generator）

以下是分析電路反應的設備：
- 示波器（顯示電壓相對時間的變化）
- 計頻器（英语：Frequency counter）（量測頻率）

連接上述設備：
- 測試探針（英语：Test probe）
- 隔離探棒針（isolation probe）

### 進階或較少用的設備
量測儀表
- 電磁電壓表（英语：Solenoid voltmeter）
- 鉗形表（在不中斷電路的情形下量測電流）
- 惠斯登電橋（精準量測電阻）
- 電容表（英语：Capacitance meter）（量測電容）
- 電動勢表（英语：EMF Meter）（量測電場及磁場）
- 靜電計（用電荷效應量測小電壓）

#### 採針

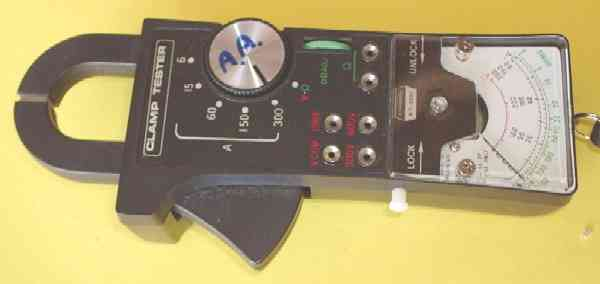
內建鉗形表的萬用表。按下方的大按鈕可以開啟鉗形表,可以架在導線上量測電流。

- 射頻探頭（英语：RF probe）
- 信號追踪器（英语：Signal tracer）

#### 分析儀
- 逻辑分析仪（測試數位電路）
- 频谱分析仪（SA，量測信號各頻率的能量）
- 協定分析儀（針對特定通訊協定，測試機能性、性能，以及是否符合規範）
- 向量信號分析儀（英语：Vector signal analyzer）（VSA，有數位解調變的機能）
- 時域反射儀（英语：Time-domain reflectometer）（測試長線的信號完整性）
- 半導體曲線追踪器（英语：Semiconductor curve tracer）
- 阻抗分析儀

#### 產生信號的設備

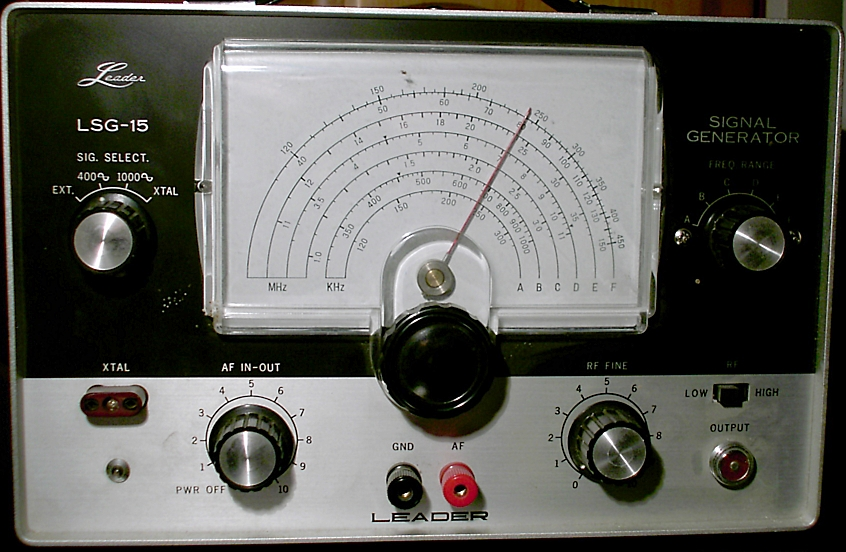
Leader Instruments LSG-15 信号发生器

- 信号发生器，一般會依頻率範圍（音頻或是無線電）或是波形種類（弦波、方波、鋸齒波、三角波、調變波……）
- 頻率合成器（英语：Frequency synthesiser）
- 函数发生器
- 數位模式產生器（英语：Digital pattern generator）
- 脈波產生器（英语：Pulse generator）
- 信號注入器（Signal injector）[1]

### 其他設備
- Boxcar平均器（英语：Boxcar averager）
- 連續性測試儀（英语：Continuity tester）
- 電纜測試儀（英语：Cable tester）
- 耐壓測試儀（英语：Hipot tester）
- 網路分析儀（英语：Network analyzer (electrical)）（分析電路特徵）
- 測試燈（英语：Test light）
- 電晶體測試器（英语：Transistor tester）
- 真空管測試器（英语：Tube tester）

## 平台

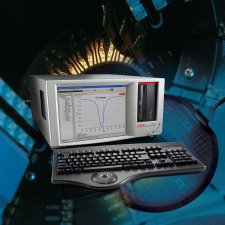
Keithley儀器的4200 CVU

目前有許多模組化的電子儀器平台，常用在建立自動化的電子測試和量測系統上。這些系統常用在進料檢測、品質保證，或是電子產品半成品或成品的生產測試。工業標準的通訊介面會連結信號源以及量測設備，設備可能是在機櫃系統，或是在機箱或大型機的系統，由外部電腦上執行的客製化軟體所控制。
平台的通訊介面有分為GPIB/IEEE-488、LXI、VXI、PXI、USB、RS-232等介面。

## 測試設備切換
在測試系統中加入高速的切換系統可以在多個設備的測試時更快，更省成本，也可以減少錯誤以及成本。設計測試系統的切換組態需要瞭解要切換的設備，以及要進行的測試，也要知道切換設備的硬體資訊。

## 外部連結
- LXI Consortium （页面存档备份，存于）
- NIST’s 1588 Standard
- ICS Electronics. “GPIB 101A Tutorial About the GPIB Bus.”[永久],  Retrieved December 29, 2009.
- Test and Measurement Glossary
- United Testing Systems Inc. （页面存档备份，存于）